# Šípská Fatra
Šípska Fatra je geomorfologický podcelek Velké Fatry.
Nachází se v severní části pohoří. Až do roku 1978 byla součástí Chočských vrchů, ale pro větší geologickou příbuznost byla přeřazena do Velké Fatry. Nejvyšším vrcholem je Vtáčnik (1236,3 m n. m.).

## Významné vrchy
- Malinné 1209,2 m n. m.
- Kopa 1187,2 m n. m.
- Šíp 1169,5 m n. m.
- Zadný Šíp 1142,7 m n. m.
- Kečky 1138,9 m n. m.
- Radičiná 1127,2 m n. m.
- Sidorovo 1099,0 m n. m.
- Ostré 1066,6 m n. m.
- Kútnikov kopec 1064,2 m n. m.
- Čebrať 1054,2 m n. m.

## Poloha
Pohoří je na západě ohraničeno řekou Orava. Severní hranici určuje Žaškovský potok a hřeben po sedlo Brestová, odtud údolím Likavka až po Ružomberok.